# Bărăbanț, Alba
Bărăbanț mai demult Barabanț (în latină Villa Brabanthia, în maghiară Borbánd, în germană Borbant, Weindorf) este o localitate componentă a municipiului Alba Iulia din județul Alba, Transilvania, România.

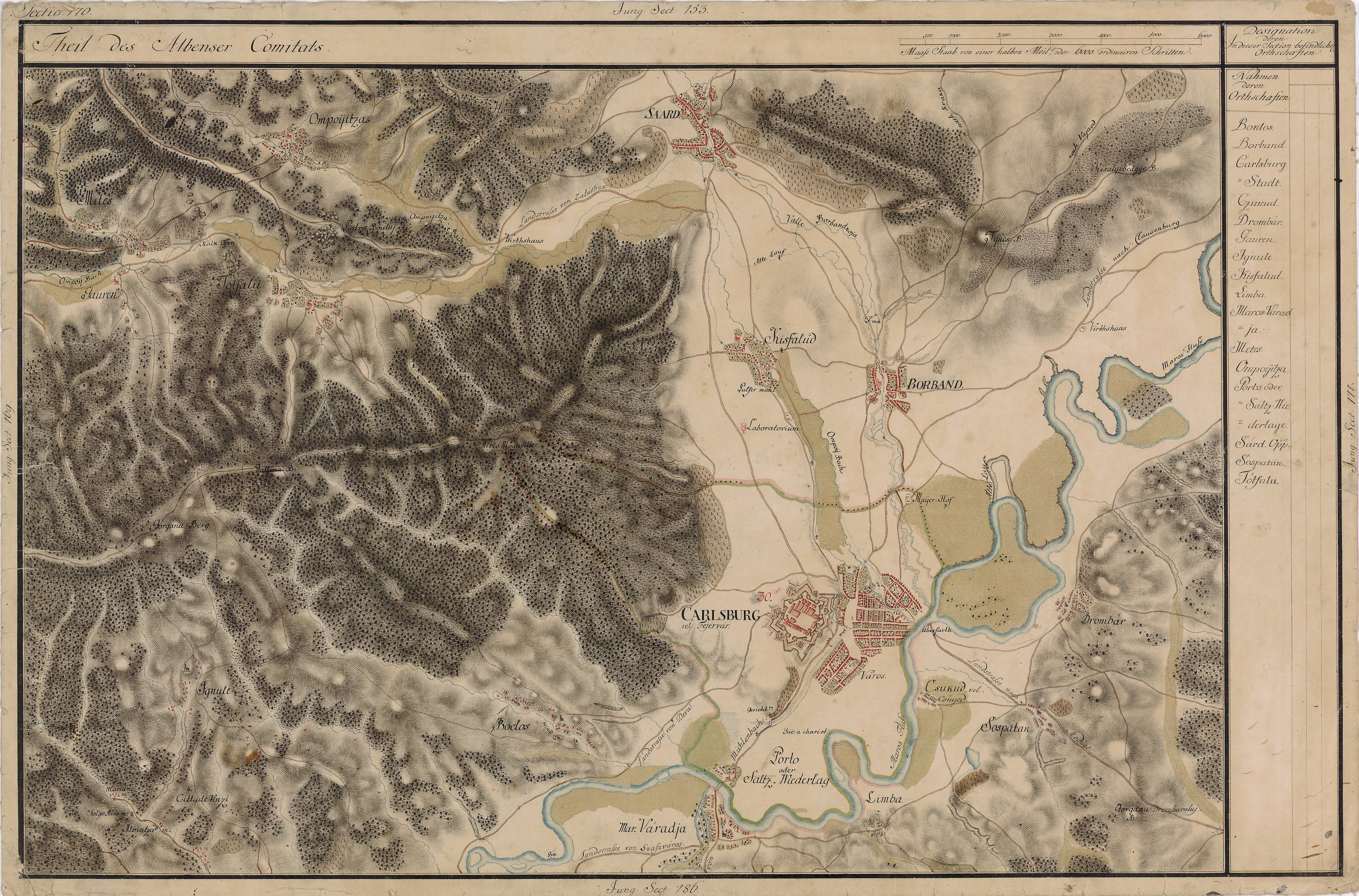
Bărăbanț (Borband) pe Harta Iosefină a Transilvaniei,
1769-1773 (Sectio 170)

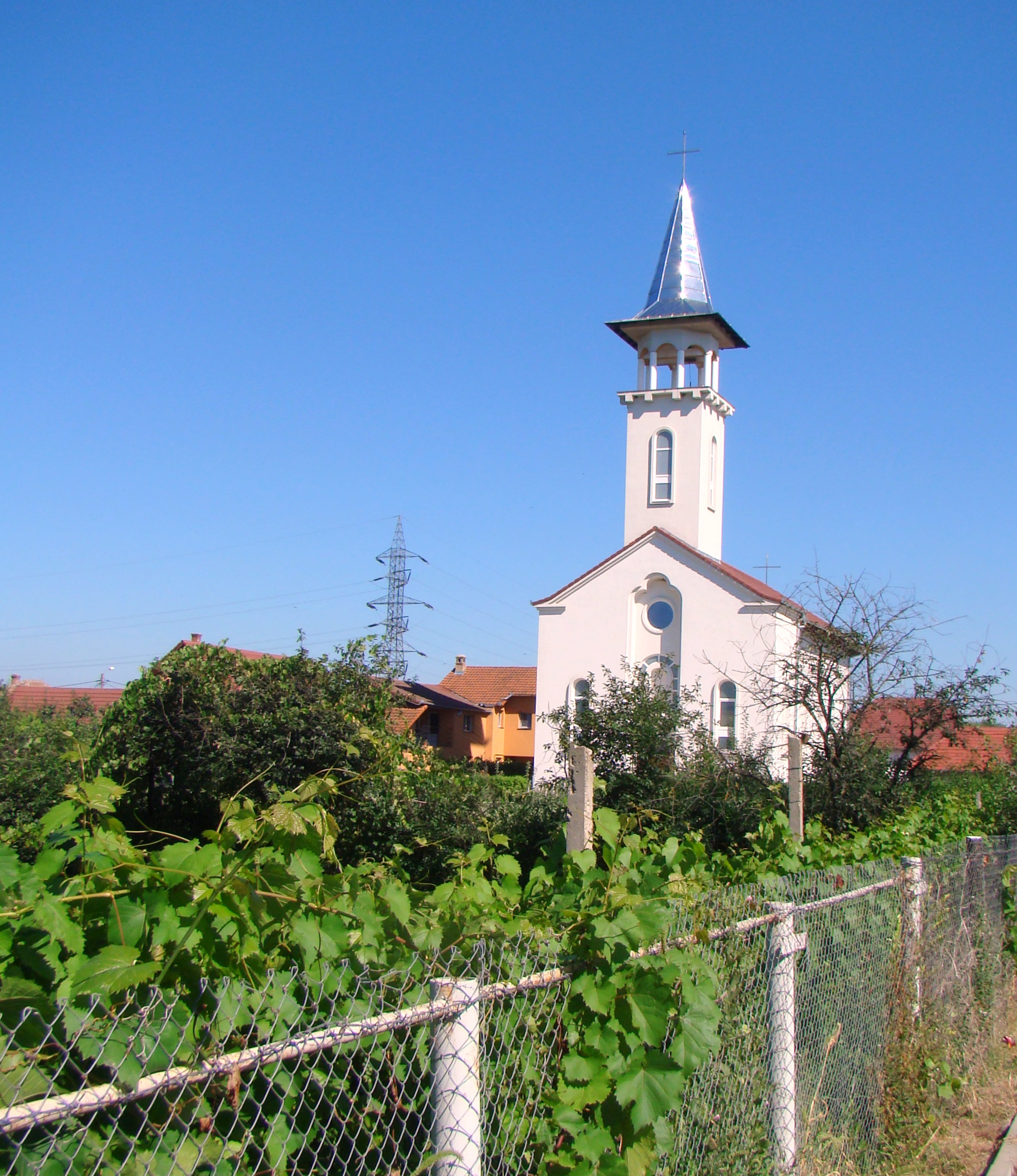
Biserica greco-catolică „Schimbarea la Față”

## Etimologie
Numele vine din limba valonă, de la "braibant" ("pârlog"), cuvânt ce vine din celtică, de la "brago-brondo" ("pământ sterp"), de unde și în germană "Brachbant", iar în olandeză "Brabant". În limba română, cuvântul a ajuns pe filieră flamandă, datorită coloniștilor sași veniți în secolul XII din Brabant (Belgia), care astăzi se împarte în Brabantul Valon și Brabantul Flamand.

## Istoric
După invazia mongolă din 1241, comunitatea germană încetează să mai existe. O soartă asemănătoare au avut în împrejurimi satele Ighiu și Cricău.
Pe Harta Iosefină a Transilvaniei din 1769-1773 (Sectio 170) localitatea apare sub numele de "Borband".
Din anul 2007 Bărăbanțul a devenit cartier, care face parte din orașul Alba Iulia.

## Monumente
- Biserica romano-catolică din Bărăbanț
- Monumentul Eroilor Români din Primul și Al Doilea Război Mondial. Monumentul este amplasat în centrul cartierului Bărăbanț și a fost ridicat în anul 1947, pentru a cinsti memoria eroilor români jertfiți în cele Două Războaie Mondiale. Acesta este de tip obelisc, având o înălțime de 2 m, situat pe un postament înalt de 1 m. Este realizat din gresie și ciment, iar împrejmuirea este asigurată de un gard din fier forjat. Pe frontispiciu se află următoarea inscripție: „În amintirea tuturor eroilor din comuna Bărăbanț”.

## Personalități
- Francisc Boțan (1880-1942), preot greco-catolic, deputat PNȚ, deputat în Marea Adunare Națională de la Alba Iulia 1918

## Varia
Mai există un sat Braibant în comuna Ciney, precum și o provincie, Brabantul de Nord, în Olanda.

## Imagini

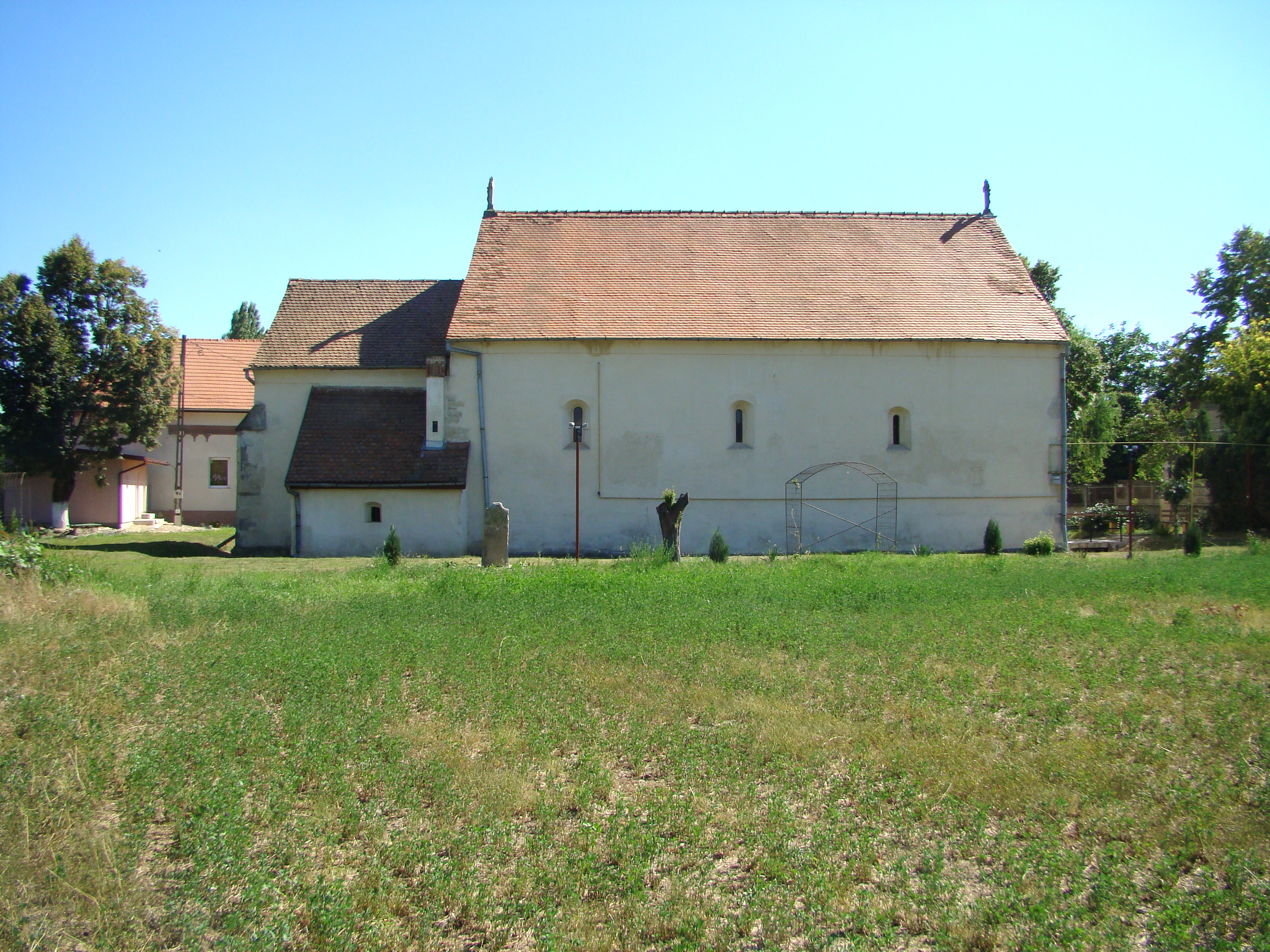
Biserica romano-catolică (monument istoric)
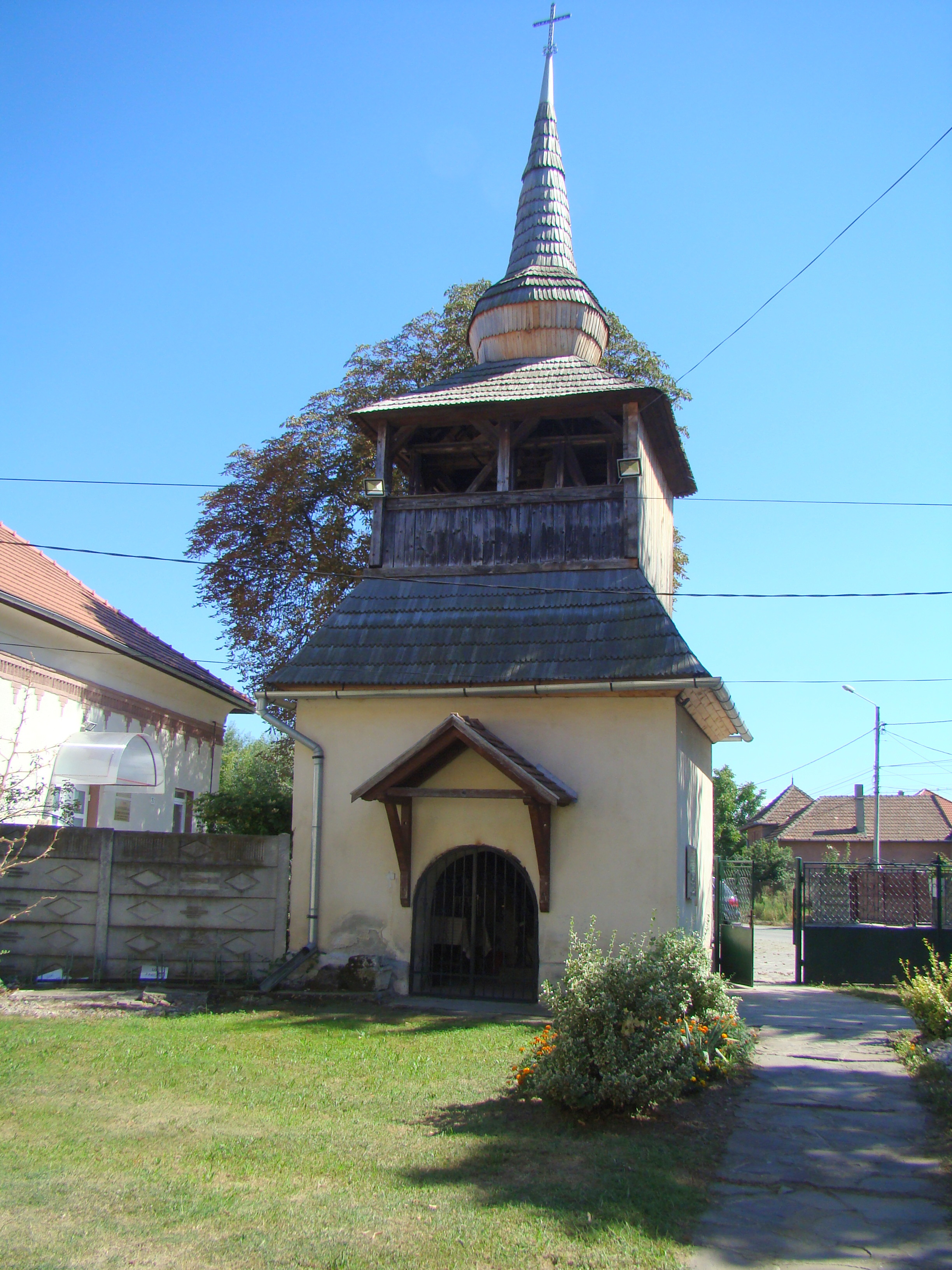
Turnul clopotniță
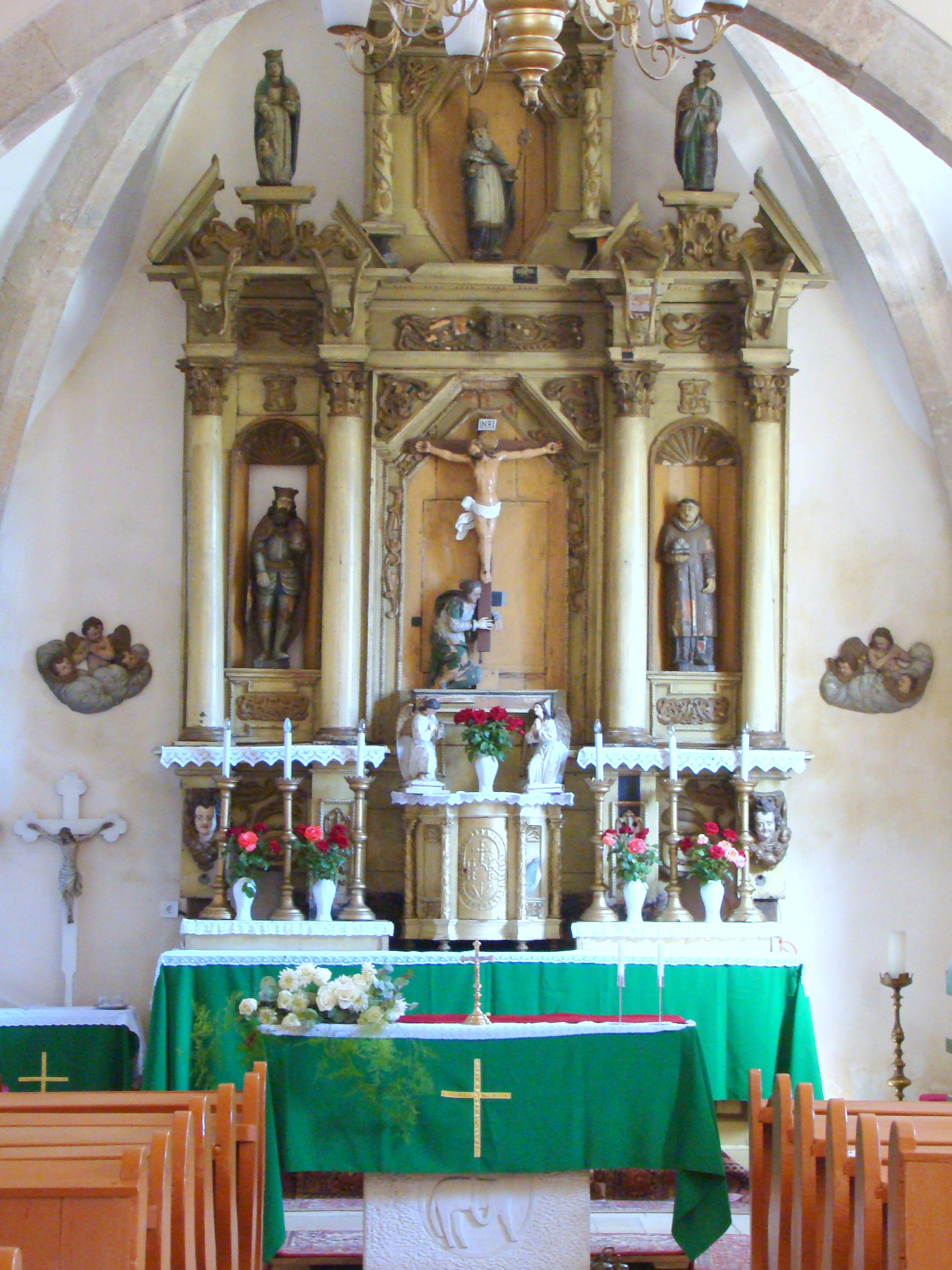
Altarul principal
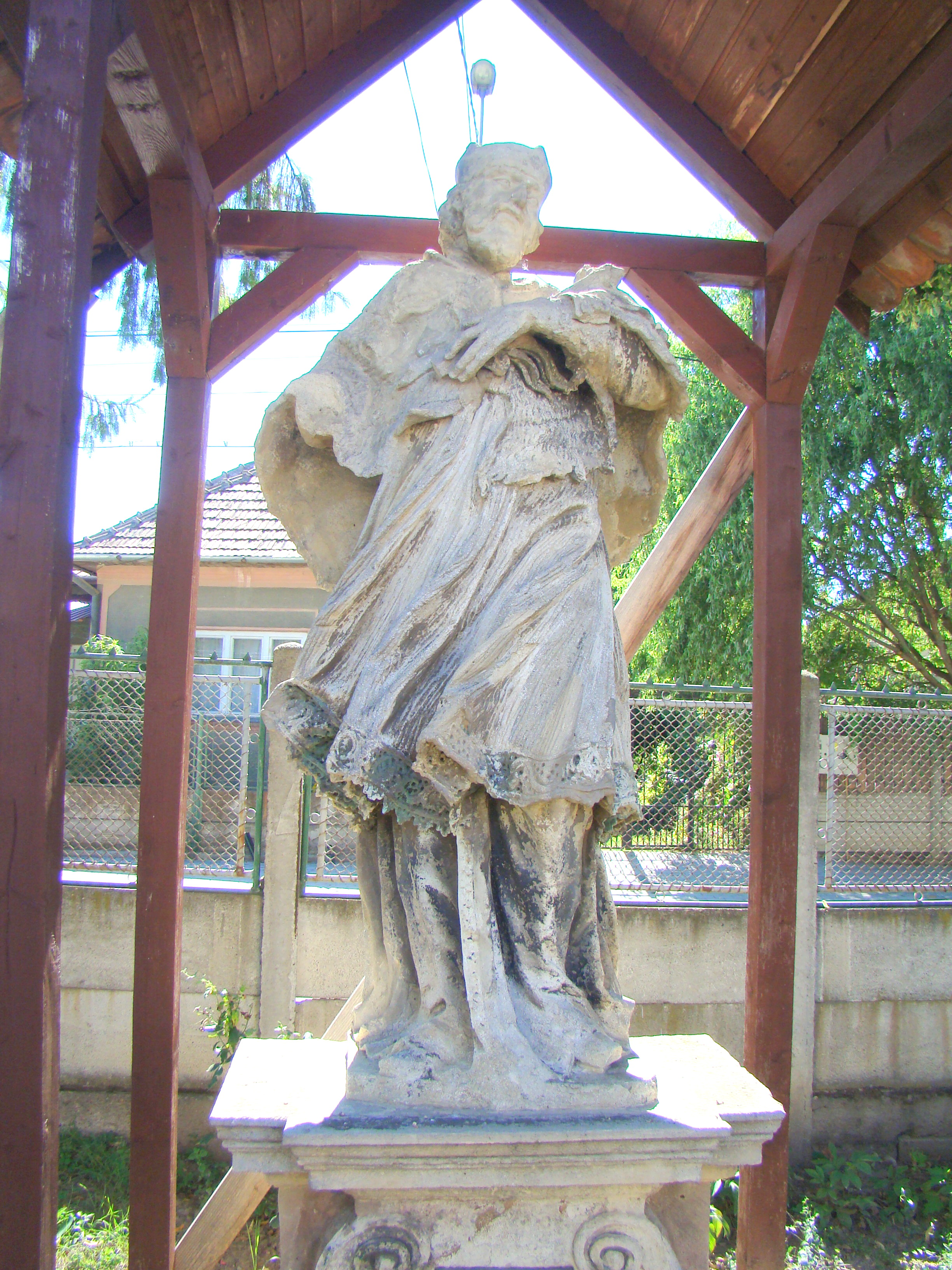
Statuia Sfântului Ioan Nepomuk
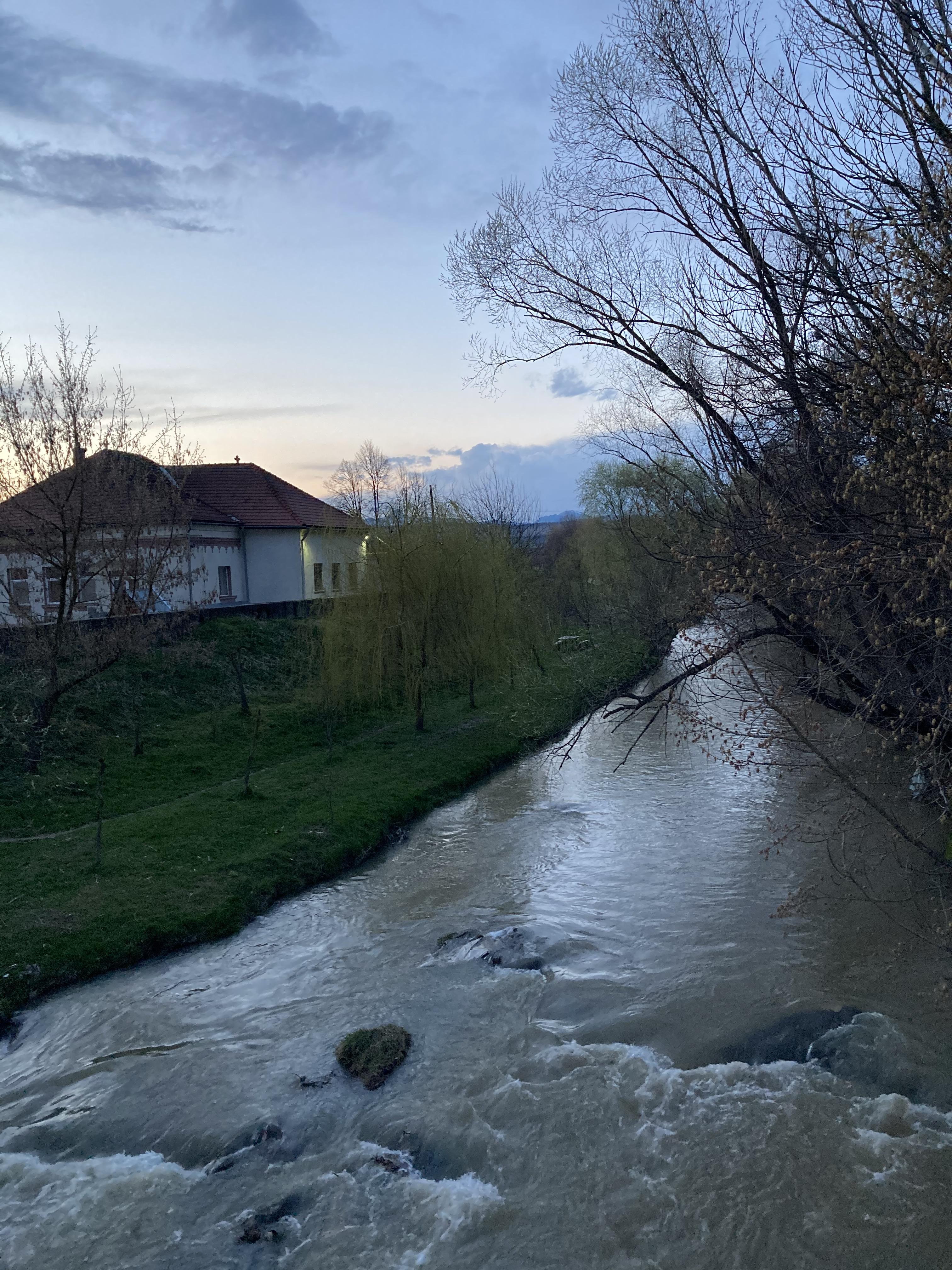
Râul care traversează prin cartierul Bărăbanț